# المفاعلات النووية الجيل الثاني

مقارنة حجم المفاعل الجيل الثاني.

المفاعلات النووية من الجيل الثاني هي تصنيف لتصميم مفاعل نووي وهو فئة من المفاعلات التجارية التي تم بناؤها حتى نهاية التسعينات وتشمل المفاعلات التي تم إنشاؤها في الجيل الثاني من المفاعلات وهي :
- مفاعل كندو
- مفاعل الماء المغلي
- مفاعل بتبريد غازي تقدمي
- مفاعل القدرة المائي-المائي (VVER)

ويتناقض ذلك مع مفاعلات الجيل الأول التي تشير إلى النموذج الأولي لمفاعلات الطاقة مثل :
- محطة شيبينقبورت للطاقة الذرية
- مفاعل ماجنوكس

## أسباب التسمية
اقترحت وزارة الطاقة الأمريكية التسمية لتصميمات المفاعلات واصفة أربعة أجيال عندما قدمت مفهوم مفاعلات الجيل الرابع.
في بعض الأحيان يتم استخدام الجيل الثاني من المفاعلات المخصصة لتصنيع الجيل الثاني من التصميمات المبنية في مرحلة ما بعد عام 2000 مثل CPR-1000 الصيني في منافسة مع تصاميم مفاعلات الجيل الثالث الأكثر تكلفة. عادة ، يتضمن التحديث أنظمة أمان محسّنة وحياة تصميمية مدتها 60 عامًا.

## التصميم
كانت تصميمات المفاعلات من الجيل الثاني عمومًا ذات عمر تصميم أصلي يبلغ 30 أو 40 سنة تم تعيين هذا التاريخ على أنه الفترة التي يتم فيها سداد القروض التي تم اقتطاعها للمصنع. ومع ذلك فإن العديد من مفاعلات الجيل الثاني يجري تمديدها مدى الحياة إلى 50 أو 60 سنة وقد يكون امتداد الجيل الثاني إلى 80 سنة اقتصاديًا في العديد من الحالات. بحلول عام 2013 تم منح 75٪ من المفاعلات التي لا تزال تعمل في الولايات المتحدة ترخيص تمديد الحياة إلى 60 عامًا.
مفاعلات محطة فوكوشيما النووية الأولى لتوليد الطاقة الثلاثة التي تم تدميرها هي مفاعلات من نوع مفاعل الماء المغلي التي صممتها جنرال الكتريك. في عام 2016 أدخلت الوحدة الثانية في محطة واتس بار للطاقة النووية ومن المرجح أن يكون مفاعل الجيل الثاني الأخير الذي سيصبح جاهزًا للعمل في الولايات المتحدة.